# Ibadana cuspidata
Ibadana cuspidata là một loài nhện trong họ Linyphiidae. Chúng được George Hazelwood Locket & Anthony Russell-Smith miêu tả năm 1980.